# Pagiriai
Pagiriai est une commune située dans le centre de la Lituanie dans l'apskritis de Kaunas.

En 2011, sa population est de 358 habitants.